# Steel Empire
Steel Empire, appelé Cyber Empires aux États-Unis, est un jeu vidéo de stratégie développé par Silicon Knights et édité par Millennium en 1992 sur Amiga, Atari ST et DOS.
Il a été suivi de Fantasy Empires (1993).

## Accueil
| Steel Empire |      |       |
| Média        | Pays | Notes |
| Amiga Format | US   | 63 %  |
| Amiga Mania  | US   | 89 %  |
| The One      | US   | 75 %  |
| Amiga Power  | US   | 63 %  |
| Joystick     | FR   | 92 %  |